# Symballophthalmus
Symballophthalmus is een geslacht van insecten uit de familie van de Hybotidae, die tot de orde tweevleugeligen (Diptera) behoort.

## Soorten
Deze lijst van 5 stuks is mogelijk niet compleet.
- S. dissimilis (Fallen, 1815)
- S. fuscitarsis (Zetterstedt, 1859)
- S. masoni Chillcott, 1958
- S. pictipes (Becker, 1889)
- S. viennai Raffone, 1986